# 4001 Ptolemaeus
4001 Ptolemaeus este un asteroid din centura principală, descoperit pe 2 august 1949 de Karl Reinmuth.